# Vierstroom
Het begrip vierstroom is een term uit de speciale relativiteitstheorie en theoretische natuurkunde, nauw gerelateerd aan het begrip van elektrische stroomdichtheid. Deze wordt samen met  de ladingsdichtheid tot één object verenigd, om zo een viervector te vormen. Op deze manier kan men op eenvoudige wijze (met de technieken van speciale relativiteitstheorie) bepalen hoe de gemeten stroomdichtheid verandert indien men overstapt naar een ander inertiaalstelsel.

## Uitleg
In relativiteitstheorie worden veel drie-dimensionale vectoren uitgebreid naar zogeheten viervectoren, door het toevoegen van een extra component. Zo worden bijvoorbeeld de drie ruimtelijke coördinaten samen met de tijdscoördinaat in één vector opgenomen, welke zo op natuurlijke wijze de positie van een gebeurtenis in de ruimtetijd weergeeft. In klassieke elektrodynamica, worden de elektrische stroomdichtheid en ladingsdichtheid als afzonderlijke grootheden beschreven. Vanuit het standpunt van de speciale relativiteit, blijkt het natuurlijk om deze objecten samen te nemen, in één vector, die men dan de vierstroom noemt. Deze is dus gedefinieerd als:
{\displaystyle J^{\mu }=\left(c\rho ,{\vec {j}}\right)}
waarbij dus :ρ de ladingsdichtheid is, en {\displaystyle {\vec {j}}} de gewone elektrische stroomdichtheid.
De behoudswet van lading (ook wel de continuïteitsvergelijking) is gewoonlijk genoteerd als:
{\displaystyle {\frac {\partial \rho }{\partial t}}+\nabla \cdot {\vec {j}}=0}
Men kan dit op een zeer eenvoudige manier herschrijven met behulp van de vierstroom:
{\displaystyle \partial _{a}J^{a}=0}
waarbij {\displaystyle \partial _{a}} de afgeleide naar de a-de ruimtetijdscoördinaat voorstelt. (Ook wel viergradiënt genoemd.)
De eenvoudige vorm van fundamentele behoudswetten is een typisch fenomeen in relativiteitstheorie, en draagt bij tot zijn wiskundige elegantie.